# عبد الرزاق بوحارة
عبد الرزاق بوحارة (1934-2013) سياسي ومجاهد ووزير جزائري سابق. شغل عدة مناصب سياسية كان آخرها عضوية مجلس الأمة الجزائري. كان مرشحا لخلافة الأمين العام السابق لحزب جبهة التحرير الوطني، عبد العزيز بلخادم الذي سحبت منه الثقة.
ولد عبد الرزاق بوحارة سنة 1934 بمدينة القل شرق الجزائر. واصل تعليمه إلى غاية السنة الثالثة ثانوي فرع رياضيات بثانوية بمدينة قسنطينة. قبل أن يتوقف ويلتحق بالجيش التحرير الجزائري المناضل من أجل تحرير الجزائر من الاستعمار الفرنسي. واصل حياته المهنية بعد الاستقلال في أوساط الجيش الجزائري لغاية سنة 1977 كضابط. واصل تعليمه في المدرسة العسكرية بحمص (سوريا) وكان الأول على دفعته. نال ليسانس بالعلوم العسكرية من أكاديمية الحرب بالقاهرة.
تولى قيادة الناحية العسكرية الثالثة ببشار سنة 1964. ثم ملحق عسكري بسفارتي باريس (1965) وموسكو (1968). كما تولى قيادة الفصيل الجزائري الذي المشارك في حرب 67 في مصر. تولى لاحق منصب سفير بهانوي.
عاد للجزائر ليشغل منصب والي ولاية الجزائر سنة 1975. وفي سنة 1977 وضع حد لمشواره كعسكري. في سنة 1979 تولى منصب وزير الصحة إلى غاية 1982.
في 8 جانفي 2004 عينه الرئيس السابق عبد العزيز بوتفليقة عضوا في مجلس الأمة الجزائري في الثلث الرئاسي.

## مؤلفاته
ألف مذكرات عنونها «Les Viviers de la Libération» (بالعربية: منابع الثورة) صدرت سنة 2001 عن دار القصبة للنشر.

## وفاته
وفاته المنية ظهر الأحد 10 فبراير 2013 بمستشفى عين النعجة العسكري إثر تعرضه لنزيف داخلي عن عمر يناهز 79 عاما،.